# 대포역
대포역(大浦驛)은 강원특별자치도 양양군 속초읍 대포리에 있었던 동해북부선의 철도역이었다. 현재는 흔적이 거의 남아있지 않다.

## 연혁
- 1937년 12월 1일 : 배치간이역으로 영업 개시
- 1950년 6월 28일 : 한국 전쟁 폭격으로 폐역
- 1953년 7월 31일 : 임시승강장으로 재개업
- 1967년 1월 1일 : 폐역